# Alkmene

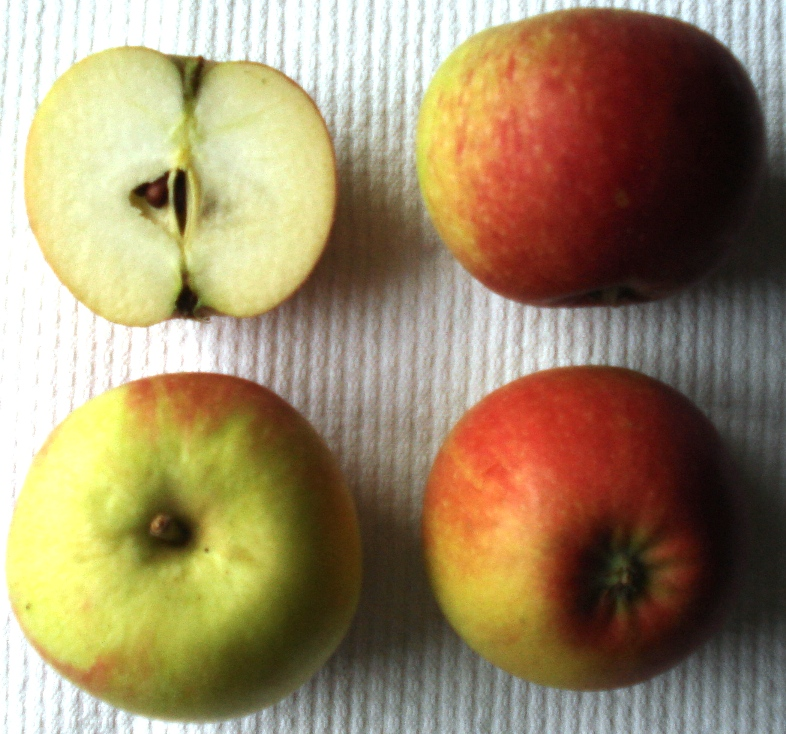

Alkmene (Malus domestica 'Alkmene') je ovocný strom, kultivar druhu jabloň domácí z čeledi růžovitých. Plody jsou řazeny mezi odrůdy podzimních jablek, sklízí se v září, dozrává v listopadu, skladovatelné jsou do listopadu až prosince.

## Historie

### Původ
Byla vyšlechtěna v Německé demokratické republice, v Münchebergu (Institut für Acker- und Pflanzenbau). Odrůda vznikla zkřížením odrůd 'Oldenburgovo' a 'Coxova reneta'.

## Vlastnosti

### Růst
Růst odrůdy je střední a později slabý. Koruna je pravidelně kulovitá s krátkými plodonoši, výhony se větví v tupém úhlu. Řez je nezbytný. Plodonosný obrost je ve shlucích plodů, je třeba probírky plůdků.

## Plodnost
Plodí záhy, bohatě a pravidelně. Špatně se češe. Vysoká úrodnost vede často ke snížené kvalitě plodů, zvláště v plné plodnosti.

## Plod
Plod je kulovitý, střední až malý. Slupka hladká, žlutozelené zbarvení je překryté červenou barvou v podobě žíhání. Dužnina je nažloutlá se sladce navinulou chutí, středně šťavnatá, velmi dobrá.

## Choroby a škůdci
Odrůda je středně rezistentní ke strupovitosti jabloní a středně odolná k padlí. Bývá při přehnojení dusíkem poškozována hořkou skvrnitostí. Plody mají sklon k popraskání u kalichu.

## Použití
Je vhodná ke krátkodobému skladování a přímému konzumu. Odrůda preferuje polopropustné půdy s dostatkem živin a vláhy. Nevyhovuje požadavkům velkopěstitelů pro menší velikost plodů a kratší skladovatelnost. Zmíněna je někdy menší schopnost snášet přepravu. Jindy je uvedeno, že se plody dobře přepravují a pro svůj pravidelný tvar se velmi dobře mechanicky třídí.